# Arnaud Siffert
Arnaud Siffert (* 6. Dezember 1978 in Longjumeau) ist ein ehemaliger französischer Handballspieler.

## Karriere
Arnaud Siffert begann mit sieben Jahren mit dem Handballspiel. In seiner Jugend spielte der Handballtorwart in Saint-Michel-sur-Orge und Massy. Im Jahr 2000 nahm ihn Paris Handball unter Vertrag. Mit den Hauptstädtern stand er im Finale des französischen Pokals 2001 sowie des Ligapokals 2005 und 2006. International spielte er im EHF Challenge Cup 2001/02 und 2002/03, im EHF-Pokal 2003/04 und 2004/05 sowie in der EHF Champions League 2005/06. Nach sechs Jahren wechselte er zu Dunkerque HBGL, mit dem er 2006/07, 2007/08 und 2009/10 am EHF-Pokal teilnahm. 2011 konnte er seinen ersten Titel im Pokal feiern. Anschließend ging er zu HBC Nantes, mit dem er 2011/12 erneut im EHF-Cup antrat. Im EHF Europa Pokal 2012/13 erreichte er das Final Four in Nantes, unterlag dort aber im Endspiel den Rhein-Neckar Löwen. Ab 2013 lief er für den französischen Rekordmeister Montpellier Handball auf, mit dem er 2014 und 2016 den Ligapokal sowie 2016 den französischen Pokal gewann. Im EHF Europa Pokal 2013/14 stand er wiederum im Finale, musste sich diesmal aber dem ungarischen Pick Szeged geschlagen geben. Sein Vertrag wurde im April 2014 bis Sommer 2016 verlängert. Anschließend kehrte er wieder zum HBC Nantes zurück. Nach der Saison 2018/19 beendete er seine Karriere.
Für die französische Nationalmannschaft bestritt Arnaud Siffert genau ein Länderspiel.
Seit der Saison 2022/23 ist er Torwarttrainer beim HBC Nantes.